# Топонимия Австралии
Топонимия Австралии — совокупность географических названий, включающая наименования природных и культурных объектов на территории Австралии. Структура и состав топонимии страны обусловлены её географическим положением и богатой историей.

## Название страны
Легенды о Неведомой Южной земле (лат. Terra Australis Incognita) — «неизвестной земле на юге» — восходят к временам Римской империи и были обычным явлением в средневековой географии, несмотря на то, что не базировались на каких-либо знаниях о самом континенте.
Самыми ранними задокументированными сведениями об использовании в английском языке слова «Australia» были написанные в 1625 году «Сведения об Аустралиа-дель-Эспириту-Санту, записанные мастером Халклайтом» (англ. A note of Australia del Espíritu Santo, written by Master Hakluyt) и опубликованные Самуэлем Пурчасом в Hakluytus Posthumus, где испанское название Аустралиа-дель-Эспириту-Санту (исп. Australia del Espíritu Santo), данное острову в архипелаге Новые Гебриды, было искажено до «Australia». Прилагательное «Australische» также использовалось голландскими чиновниками Батавии (современная Джакарта) для обозначения всех новооткрытых с 1638 года южных земель. Слово «Australia» было использовано в переведённой на английский язык книге французского писателя-утописта Габриэля де Фуаньи «Приключения Жака Садера, его путешествие и открытие Астральной Земли» (фр. Les Aventures de Jacques Sadeur dans la Découverte et le Voyage de la Terre Australe; 1676). По отношению ко всей южной части Тихого океана этот термин использовал Александр Далримпл, шотландский географ, в своей книге «Историческая коллекция путешествий и открытий в южной части Тихого океана» (англ. An Historical Collection of Voyages and Discoveries in the South Pacific Ocean; 1771). В конце XVIII века термин использовался ботаниками Джорджем Шоу и Джеймсом Эдвардом Смитом для обозначения австралийского континента в их книге «Зоология и ботаника Новой Голландии» (англ. Zoology and Botany of New Holland; 1793), а также на карте 1799 года, принадлежавшей Джеймсу Уилсону.
Название «Australia» стало популярным после опубликования в 1814 году «Путешествия в Terra Australis» капитана Мэтью Флиндерса, который является первым человеком, обогнувшим Австралийский континент. Несмотря на распространённое заблуждение, книга не сыграла особой роли в принятии слова «Australia» для названия континента — это название было принято в течение последующих десяти лет после выхода книги. Лаклан Маккуори, губернатор Нового Южного Уэльса, использовал это название в официальных посланиях в Англию, а 12 декабря 1817 года рекомендовал министерству по делам колоний Британской империи официально принять его. В 1824 году Британское адмиралтейство окончательно утвердило это название континента.
Первая британская колония на континенте, Новый Южный Уэльс, была основана 26 января 1788 года, когда Артур Филлип привёл Первый флот в Порт-Джэксон. Этот день стал впоследствии национальным праздником — днём Австралии. Земля Ван-Димена (современная Тасмания) была заселена в 1803 году и получила статус отдельной колонии в 1825 году. Соединённое Королевство формально объявило западную часть Австралии своей в 1828 году, начав таким образом владеть всем континентом. 1 января 1901 года путём десятилетия планирования, консультаций и голосований была основана федерация колоний — Австралийский Союз. В 1907 году Союз получил статус доминиона Британской империи. В соответствии с Вестминстерским статутом единственной конституционной связью между Австралией и Великобританией остался общий глава государства — британский монарх. Австралия приняла его в 1942 году. Современное официальное название государства — Австралийский Союз, или Содружество Австралии (англ. Commonwealth of Australia, МФА: [ˈkɒm.ənˌwɛlθ əv əˈstreɪljə]).
Термин «Австралия» (англ. Australia, [əˈstɹæɪljə, -liə] в австралийском английском) происходит от лат. austrālis («южный»). В разговорной речи австралийцев для обозначения Австралии используется слово Oz. Для обозначения прилагательного «австралийский» австралийцами используется слово Aussie ([ˈɒzi]).

## Формирование и состав топонимии

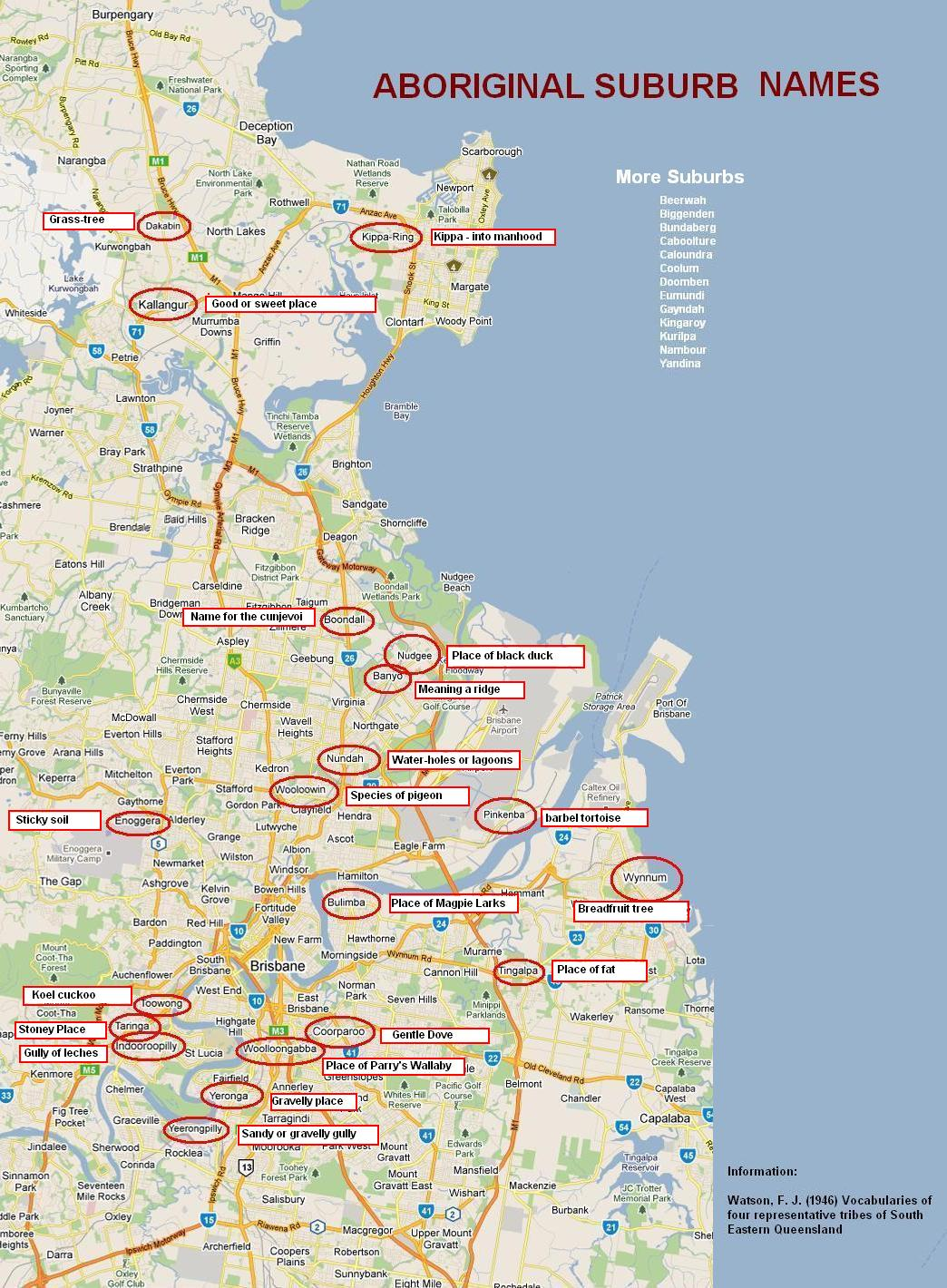
Карта аборигенных названий пригородов Брисбена

Топонимия страны может быть разделена на две неравные части — коренную (аборигенную) и англоязычную. Коренные названия составляют меньшую часть, поскольку в Австралии, в отличие от других континентов, они относятся, как правило, к небольшим, мало известным географическим объектам. Так, по данным переписи населения 1961 года (англ. 1961 Census of the Commonwealth of Australia) из 350 местных наименований только 160 относятся к населённым пунктам, имеющим статус города, в основном это небольшие города с населением до 5 тыс. человек. Аборигены Австралии вели кочевой образ жизни, в силу чего названия тех или иных объектов не могли долго сохраняться в их языках. Кроме того, аборигенные названия при фиксации их европейскими переселенцами и администраторами подвергались неизбежным искажениям и трансформации.
По оценке В. Д. Беленькой, сравнительный анализ аборигенных топонимических пластов Австралии и Северной Америки показывает их значительное сходство. Это сходство проявляется прежде всего в дескриптивном характере топонимии, а также семантике отдельных наименований — преобладании терминов, связанных с характеристиками местной флоры и фауны, водных объектов и т. д. В аборигенной топонимии Австралии наиболее часто встречаются топонимы, связанные с понятиями «вода» и «водные объекты», при этом с достаточно высоким уровнем конкретизации: Yampi — пресная вода, Queanbeyan — чистая, Guzza — дождевая, Batoo — морская, Wallorawang — «много воды»; Wallangarra — длинная река, Corowa — порожистая река, Manilla — извилистая река, Parachilna — река с каменистым дном и крутыми берегами. Наряду с этим, аборигенная топонимия отражает все сколько-нибудь значимые аспекты жизни местного социума: названия древних локально-родовых групп, обрядов, ритуалов, знахарства, предметов быта, оружия, искусство. Так, в аборигенном топономиконе присутствуют Pinnaroo — старший, Minimbah — учитель, Yerrabung — старик, Deniliquin — старик, убивший врага, Nulungery — знахарь, Narooma — магия, Bora — обряд инициации, Bucka Wauka — церемония погребения, Tabulam — мой дом, Bonogilla — стойбище, Wharghi — очаг, Banagan — деревянное копьё, Barragoh — бумеранг, Tubbo — гипс, Coodging- красная глина для окраски лица, Lalkintinerama — человек с палочкой в носу. Имеется также слой аборигенных топонимов тотемного характера, например, Callannee — «место, куда приходит пить кенгуру», Maree — «там, где опоссум», и т. д. Тотемическими могут быть даже топонимы, описывающие характер местности. Это связано с местонахождением тотемических центров для хранения чуринг, которые имеются в каждом племени и обычно отмечаются какой-то особенностью местного ландшафта — водоёмом, скалой, холмом и т. д..
Общий фон топонимии страны составляют англоязычные названия, при этом, по оценке В. А. Жучкевича, в топонимическом плане Австралия — континент более «английский», чем Северная Америка. В топонимиконе Австралии, в отличие, например, от США или Канады, почти не наблюдается заимствований из других европейских языков — голландского, португальского, французского, немецкого. Характерная черта англоязычной топонимии Австралии — слабая связь отдельных топонимических типов и моделей с характером называемых объектов. Форма топонима не даёт возможности судить о том, к какому объекту он относится. Топонимы с одними и теми же формальными признаками можно встретить как среди оронимов, так и среди гидронимов, ойконимов, инсулонимов и т. д. В англоязычной топонимии Австралии, по мнению В. Д. Беленькой, можно выделить 3 основных топонимических слоя:
- заимствования из языков аборигенов;
- переносы названий из метрополии и других стран;
- названия, созданные европейцами непосредственно в Австралии. Среди последних, в свою очередь, можно выделить ещё несколько разновидностей: описательные топонимы, антропотопонимы, «окказиональные» топонимы и т. д.[21].

Формирование англоязычной топонимики Австралии заняло исторически сравнительно непродолжительный период — XVIII—XX века. По мнению В. Д. Беленькой, в этом процессе можно выделить 3 основных этапа:
- конец XVIII — середина XIX века;
- вторая половина XIX века;
- с начала XX века по настоящее время.

Для первого этапа характерно появление большого числа «описательных» топонимов, то есть отражающих характерные признаки местности. Так, один из первых исследователей Австралии Д.Кук дал названия бухте Botany Bay (благодаря обилию найденных там новых видов растений) и горе Mount Dromedary из-за сходства последней с одногорбым верблюдом (дромедаром); шотландский путешественник и землемер Томас Митчелл является «крёстным отцом» названий Isle of bags (из-за сходства очертаний острова с мучными кулями), Swanhill (из-за обилия в этой местности лебедей), Lake Repose (repose — «передышка»; у этого озера экспедиция остановилась на отдых), Mount Hope (hope — «надежда»; с этой горы Митчелл рассчитывал как следует рассмотреть окрестности); Джон Оксли — Mount Prospect (плато с широкой перспективой); М.Флиндерс — Avoid Bay («бухта, которую следует избегать»), Anxious Bay («беспокойная бухта»), Twofold Bay (из-за характера рельефа) и т. д..
Второй этап связан с золотой лихорадкой, охватившей Новый Южный Уэльс и штат Виктория (1851), в результате чего население Пятого континента выросло за 10 лет почти втрое. В Австралию хлынули переселенцы из Европы, Азии и Америки, что привело к существенному изменению топонимической картины. Наиболее характерная тенденция этого этапа — увеличение числа топонимов-«переносов» (по оценке В. Д. Беленькой — до трети всех наименований). Названия переносятся в основном из Великобритании (Англия, Шотландия), Ирландии, но встречаются также переносы из США, Канады, Индии, Италии, франции и т. д. Другой тенденцией этого этапа является изменение многих аборигенных названий, ранее нанесённых на карту; в большинстве случаев они заменяются на английские, при этом нередки ситуации, когда семантика аборигенного названия сохранялась в англоязычном топониме. Например, населённый пункт Mercowie (аборигенное «чистая вода») получает название Cristal Brook; Deerabulbin (аборигенное «ястреб») превращается в Hawksbury, река Durin (аборигенное «южная река») — в South Arm. Также возникает тенденция к всё более частому использованию антропотопонимов — на карте материка появляется всё больше мемориальных названий в честь военных, политических деятелей, мореплавателей, первопроходцев континента, часто встречаются женские имена (например, Алис-Спрингс, ранее — «Стюарт»). Кроме того, возникает прослойка топонимов, происходящих из местного сленга: Jumbuk (туман — метафорическое описание овец), Yacka (тяжёлая работа), Waddy (деревянная дубинка, палка), Kronkup (поддельный, ложный) и т. д..
Для третьего, современного этапа характерно усиление идеологической направленности. Появляется значительное количество топонимов от фамилий государственных деятелей, учёных, писателей, например Бартон — в честь Э.Бартона, первого премьер-министра Австралии, Стэнли — в честь губернатора штата Виктория, Даунер — в честь премьера штата Южная Австралия, Тернер — в честь одного из авторов Конституции Австралии, Кендалл — в честь национального поэта Австралии Генри Кендалла. Во время Первой мировой войны в соответствии с Законом о номенклатуре 1917 года, в Австралии было переименовано 69 городов, пригородов и районов с немецкими названиями. Наряду с этим, наблюдается определённое возрождение аборигенных названий. Так, когда в 1913 году началось строительство новой столицы страны, она получила аборигенное название Канберра. Впрочем, точно объяснить этимологию названия
из-за множественности аборигенных диалектов и их слабой изученности оказалось проблематично. Так, из одного диалекта название интерпретируется как «два одинаковых холма», а из другого диалекта оно может быть истолковано как «место встречи», под которым понимается излучина протекающей через город реки Молонгло.
Специфика англоязычного топономикона Австралии обусловлена такими факторами, как отличия австралийского варианта английского языка от Standart English — его неоднородность, вызванная наличием местных диалектов и сленга, характерных для речи ссыльных — основных носителей языка на континенте в конце XVIII — начале XIX веков, а также необходимостью в номинации особых свойств окружающей среды и жизни в новых условиях. Отличия англоязычного австралийского топономикона от британского заключаются, прежде всего, в различной частности употребления одинаковых лексических единиц, а также в смысловых расхождениях. Так, характерные для топономикона Англии слова vale, dale, brook, stream, village очень редко встречаются в Австралии. С другой стороны, для Австралии более характерно использование терминов, соответствующих новым реалиям: station, flat.

## Топонимическая политика
Национальным органом, в компетенцию которого входит реализация топонимической политики, является Постоянный Комитет по географическим названиям (англ. Permanent Committee on Place Names), являющийся подразделением Межправительственного Комитета по геодезии и картографии Австралии и Новой Зеландии (англ. The Intergovernmental Committee on Surveying and Mapping).